# George John Romanes

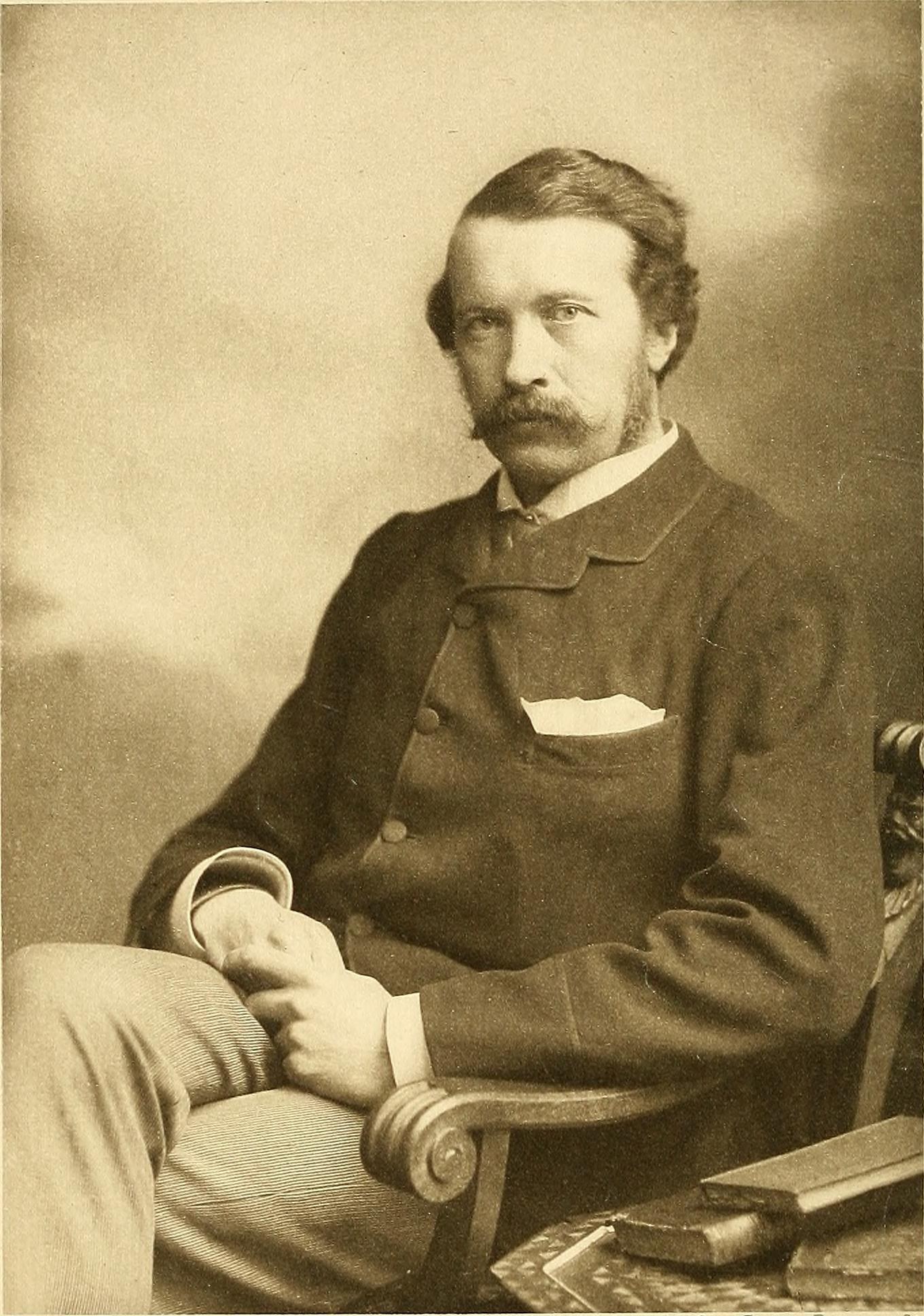
George John Romanes.

George John Romanes (19 de mayo de 1848– 23 de mayo de 1894). Naturalista y psicólogo canadiense. Fundador de la psicología comparada, basada en las similitudes entre los procesos cognitivos humanos y animales. 
Hijo de un ministro escocés presbiteriano Romanes, nació en Kingston, Ontario.  A los dos años su familia regresó a Inglaterra, donde vivió el resto de su vida en la Universidad de Cambridge. Estudió medicina y psicología. Allí conoció a Charles Darwin y Thomas Henry Huxley, con quienes mantendría desde entonces una estrecha amistad. 

## Publicaciones
- Candid Examination of Theism (publicada bajo el seudónimo dePhysicus) (1878)
- Animal Intelligence (1881)
- The Scientific Evidences of organic evolution (1881)
- Mental Evolution in Animals (1883)
- Physiological Selection: An Additional Suggestion on the Origin of Species (1886)
- Mental Evolution in Man (1888)
- Aristotle as a Naturalist (1891)
- Darwin and After Darwin (1892)
- Notes on Religion (publicación póstuma)

- Datos: Q983825
- Multimedia: George John Romanes (biologist) / Q983825